# ФК ГОШК Габела
НК ГОШК (Габелски омладински шпортски клуб) је фудбалски клуб из Габеле, Чапљина, Федерација Босна и Херцеговина, БиХ. Тренутно се такмичи у Првој лиги Федерације Босне и Херцеговине, пошто је у сезони 2010/11. као првак Прве лиге ФБиХ обезбеди пласман у Премијер лигу.
ГОШК своје домаће утакмице игра на стадиону Подавала, који има капацитет од 3.000 сједећих мјеста.

## Меморијални турнир
ГОШК је познат још и по томе што сваке године, почевши од 1986, организује турнир у малом фудбалу, у помен Андрије Анковића, југословенског репрезентатица у екипи Југославије која је освојила златну медаљу на Олимпијским играма 1960. у Риму, а који је поникао у ГОШК-у. Од екипа које често учествују, најпознатије су Динамо из Загреба и Хајдук из Сплита у којем је Анковић најдуже играо.